# Mbilinga FC
Der Mbilinga Football Club ist ein gabunischer Fußballklub mit Sitz in der Stadt Port-Gentil in der Provinz Ogooué-Maritime.

## Geschichte
Der Klub wurde im 1962 als Team des Unternehmens Shell Oil gegründet, daher taucht das Team auch in früheren Aufzeichnungen als Shellsport FC oder Shell FC auf. Das Team nahm an der Premieren-Saison 1984/85 der im Liga-System ausgespielten Championnat National D1 teil. Danach etablierte sich das Team in der Liga und platzierte sich zumeist im Mittelfeld der Spielklasse. Nachdem man es schon einige Male ins Finale des nationalen Pokals geschafft hatte, gelang es in der Saison 1989/90 diesen dann auch schließlich das erste Mal, nach einem 3:1-Sieg über den AS Sogara, zu gewinnen. Dadurch durfte die Mannschaft am African Cup Winners’ Cup der Saison 1991 teilnehmen.
Für die Saison 1991/92 nahm der Klub übergangsweise den Namen Shellsport Mbilinga FC an. Zur Folgesaison trat man dann nur noch unter dem Namen Mbilinga FC auf. In dieser Saison gelang nach einem 2:1 im Finale über den Delta Sports FC auch der zweite Gewinn des Pokals. Nachdem der Pokal in den kommenden Spielzeiten nicht ausgetragen wurde, qualifizierte sich der Klub als Zweitplatzierter der Meisterschaft in den Jahren 1995 und 1997 für den internationalen Wettbewerb. In der Saison 1996 gelang in einer sehr verkürzt ausgetragenen Liga sogar die erste Meisterschaft in der Liga. Der letzte Gewinn des Pokals gelang dann noch einmal in der Saison 1998, nach einem 3:0-Sieg im Finale über Wongosport. Vermutlich als Strafe musste der Klub, obwohl er sich in der Liga auf dem achten Platz positionieren konnte, zur nächsten Saison aber eine Liga tiefer spielen. Seitdem ist der Klub nicht mehr in einer der obersten Spielklassen des Landes aufgetaucht.

## Erfolge
- Championnat National D1: 1
  - 1996
- Coupe du Gabon Interclubs: 3
  - 1989/90, 1993, 1998

## Statistik in den CAF-Wettbewerben
| Saison | Wettbewerb               | Runde    | Land    | Verein             | Heim | Auswärts |
| ------ | ------------------------ | -------- | ------- | ------------------ | ---- | -------- |
| 1991   | African Cup Winners’ Cup | 1. Runde | Nigeria | Stationery StoresC | 2:0  | 1:1      |
|        | African Cup Winners’ Cup | 2. Runde | Burundi | AS Inter Star      | 1:0  | 1:3      |